# FSV Cottbus 99
Der FSV Cottbus 99 war ein deutscher Fußballverein aus Cottbus. Heimstätte des Vereins war das Stadion der Eisenbahner. Der Verein stand in direkter Nachfolge des ehemaligen Gauligisten CSC/Friesen Cottbus sowie des DDR-Ligisten Lokomotive Cottbus.

## Verein

Historisches Logo der BSG Lokomotive Cottbus

1930 wurde der Cottbuser SC 1896 mit dem TV Friesen 1893 Cottbus, welcher aus dem TV 1861 Cottbus entstanden ist, zum Cottbuser SC Friesen (CSC/Friesen Cottbus) zusammengeschlossen. 1930/31 nahm Cottbus als Sieger der Gauliga an den Aufstiegsspielen zur Bezirksliga Niederlausitz teil, konnte sich aber nicht durchsetzen. 1933 erfolgte eine weitere Fusion mit dem Cottbuser FV 1898 zum SV Cottbus-Süd, welche aber bereits 1934 wieder rückgängig gemacht wurde. Bis 1945 spielte der CSC/Friesen drei Spielzeiten in der Gauliga Berlin-Brandenburg. 1933/34 hatte die kurzzeitige Fusion zu Cottbus-Süd in der neu geschaffenen Liga keine Chance und stieg mit lediglich acht Punkten wieder ab. 1937/38 konnte die damals höchste deutsche Spielklasse noch vor dem Brandenburger SC und dem SV Nowawes gehalten werden, eine Saison später stiegen die Lausitzer als Tabellenletzter erneut ab. Eine vorgeschlagene Fusion 1938 mit dem TV 1861 Cottbus scheiterte am Mehrheitswillen der Mitglieder.
1945 wurde der CSC/Friesen aufgelöst und als BSG Reichsbahn Cottbus sowie ab 1950 als BSG Lokomotive Cottbus neu gegründet. Als Trägerbetrieb fungierte die Deutsche Reichsbahn. 1950 wurde Cottbus nach einem vierten Platz in der Landesliga Brandenburg in die neu geschaffene DS-Liga eingegliedert. Lokomotive Cottbus musste nach nur zwei Spielzeiten gemeinsam mit der SG Hohenschönhausen und dem SV Berlin-Grünau die Liga wieder verlassen. In der Folgezeit agierte Lok Cottbus bis Mitte der 1970er Jahre größtenteils in der jeweils drittklassigen II. DDR-Liga sowie Bezirksliga Cottbus. 1963 wurde die erste Mannschaft von Lok Cottbus zwangsweise als zweite Mannschaft in den SC Cottbus integriert und konnte seit dem nicht mehr mit dem Lokalrivalen Vorwärts Cottbus und später auch Energie Cottbus mithalten. Nach Gründung der BSG Energie Cottbus agierte die Lok Ende der sechziger Jahre wieder mit einer eigenen ersten Mannschaft, welche sich 1971 auch in der Bezirksliga zurückmeldete. Bis zur Wende gelang Lok Cottbus in den Jahren 1974 und 1982 noch zweimal der Aufstieg in die DDR-Liga, aus der die Lausitzer jeweils nach einer Spielzeit wieder abstiegen.
Nach der Wende wurde die BSG in ESV Lok Cottbus umbenannt und spielte fortan in der viert- bzw. ab 1994 fünftklassigen Verbandsliga Brandenburg. Mit dem Sieg im Brandenburgischen Landespokal 1991 gelang die Qualifikation für den DFB-Pokal 1991/92, bei der die Cottbuser in der 1. Hauptrunde dem VfB Oldenburg mit 0:3 unterlagen. Der höchsten Brandenburger Spielklasse gehörte Lok Cottbus bis 1998 mit überwiegend gesicherten Mittelfeldplätzen an. Nach dem 1998 erfolgten Abstieg in die Landesliga löste sich die Fußballabteilung aus dem ESV Cottbus heraus und spielte als FSV Cottbus 99. Die Landesliga wurde bis 2001 gehalten. Im Anschluss verzichtete der FSV Cottbus auf eine Teilnahme in der Landesklasse und zog seine Mannschaft aus dem Spielbetrieb zurück.

## Statistik
- Teilnahme Gauliga: 1933/34 (SV Cottbus-Süd), 1937/38, 1938/39 (CSC/Friesen)
- Teilnahme DDR-Liga: 1950/51, 1951/52, 1974/75, 1982/83
- Teilnahme II. DDR-Liga: 1955, 1956, 1958 bis 1960
- Ewige Tabelle der DDR-Liga: Rang 124
- Sieger Brandenburgischer Landespokal: 1991
- Teilnahme DFB-Pokal: 1991/92

## Personen
- Sven Kubis
- Andreas Richter
- Karl-Heinz Wohlfahrt
- Ronny Jank